# 칼레드 바 와지르
칼레드 바 와지르(1995년 5월 8일 ~ , 아랍어: خالد با وزير)는 아랍에미리트의 축구 선수이다. 현재 샤르자에서 활약하고 있으며, 포지션은 미드필더다.